# Port de Morébaya
Le port de Morébaya (ou Morebayah, Moribaya) est un port en eau profonde en construction situé à l'embouchure du petit fleuve côtier Morébaya dans le sud-est de la Guinée maritime, en république de Guinée (préfecture de Forécariah).

## Situation
L'embouchure du Morébaya se situe à peu près à mi-distance entre Conakry et la frontière avec le Sierra Leone. Le port est construit sur la rive gauche, méridionale, de l'embouchure. Une route, améliorée en 2020, relie le site du port à la ville de Maférinyah, à une vingtaine de kilomètres. Maférinyah est desservie par la route nationale 4, entre Coyah et Forécariah. Le port dépend de la sous-préfecture de Maférinyah.

## Fonction économique
Le port de Morébaya a pour rôle de permettre l'exportation du minerai de fer qui viendra de l'exploitation en préparation du gisement de fer de Simandou, qui est l'un des principaux gisements non encore exploités du monde. Le minerai sera transporté du site d'extraction jusqu'au port par une voie de chemin de fer spécialement construite à cet effet. Cette solution, beaucoup plus longue en termes de distance à parcourir qu'une exportation par le Libéria ou la Côte d'Ivoire, permet à la Guinée de maîtriser seule le processus d'exportation du minerai.
Dans un premier temps, le port servira à l'importation par voie maritime de tous les équipements nécessaires à l'exploitation minière.
La construction d'un nouveau port est indispensable car le port de Conakry est déjà proche de la saturation et l'accès par chemin de fer serait difficile en raison de la densité de l'agglomération et du relief de l'arrière-pays.

## Construction
La première pierre de la construction du port a été posée le 6 octobre 2020.
À proximité, la construction des infrastructures ferroviaires et routières a commencé, par exemple pour la traversée du fleuve Mamkudu entre les villages de Kolata (sous-préfecture de Maférinyah) et de Dougayah (sous-préfecture d’Allassoyah).